# Marie Cathrine Preisler
Pour les articles homonymes, voir Preisler.
 (juillet 2021).
Si vous disposez d'ouvrages ou d'articles de référence ou si vous connaissez des sites web de qualité traitant du thème abordé ici, merci de compléter l'article en donnant les références utiles à sa vérifiabilité et en les liant à la section « Notes et références ».
Marie Cathrine Preisler, née Devegge (19 décembre 1761 - 28 mai 1797) est une actrice danoise. 

## Biographie
Marie Cathrine Preisler, née Devegge, naît dans un milieu modeste, son père exerçant un emploi subordonné auprès des tribunaux de Copenhague. Elle est active au Théâtre royal danois de 1778-97 et s'établit très rapidement comme une des plus grandes de sa profession. Sa spécialité est au départ de jouer des rôles de soubrettes, joyeuses et coquettes. Dès qu'elle apparaît sur scène, elle captive tous les regards avec sa beauté, ses grands yeux, son esprit vif et sa fraîcheur. 
En 1779, elle épouse l'acteur Joachim Daniel Preisler, ce qui a l'époque est beaucoup critiqué. Preisler vient en effet de la «meilleure bourgeoisie» et la profession d'acteur est encore fort décriée. Leur vie de couple, alternativement affectueuse et puis orageuse, ouvre cependant à Marie Cathrine des portes nouvelles. Elle peut désormais côtoyer les meilleurs esprits de son temps et acquérir une maturité lui permettant de s’épanouir professionnellement. Elle devient ainsi avec le temps la grande rivale de l'actrice Caroline Walter, et après le départ précipité de cette dernière de Copenhague en 1780, elle peut encore élargir son répertoire.  
A côté de rôles dans des comédies, comme Rosina dans le Barbier de Séville, elle joue aussi magistralement des rôles de tragédie comme la Comtesse Orsina dans Emilia Galotti de Lessing. Quand elle est écartée du rôle de Sigbrit dans la pièce Dyveke de Ole Johan Samsøe, rôle que l'auteur lui avait pourtant destiné, et ce en faveur de sa concurrente Madame Rosing, cet épisode entraîne la  «Querelle Dyveke» dans laquelle notamment l'écrivain Peter Andreas Heiberg prend son parti.